# Rahel Kiwic
Rahel Marianne Kiwic (Zurigo, 5 gennaio 1991) è una calciatrice svizzera, difensore dell'Oerlikon/Polizei e della nazionale svizzera.
Giocatrice duttile, in carriera è stata impiegata anche a centrocampo e nel reparto offensivo.

## Carriera

### Club
Rahel Kiwic inizia la carriera tesserandosi con il Dietikon e giocando con i colori biancorossi per cinque stagioni. Notata dagli osservatori dell'FFC Zürich Seebach coglie l'occasione di trasferirsi in una squadra di vertice del campionato svizzero, dove gioca nelle giovanili fino al 2007 per passare in prima squadra. Al suo primo anno nella formazione titolare contribuisce alla conquista del titolo di campione svizzera della stagione 2007-2008, rimanendo anche quando la società muta divenendo FC Zürich Frauen. Con il Zurigo rimane fino al termine della stagione 2013-2014, con un tabellino personale di 10 reti segnate su 54 incontri disputati e un palmarès di sei titoli nazionali e due coppe svizzere di categoria.
Nel 2014 sottoscrive un contratto con l'MSV Duisburg per giocare in Frauen-Bundesliga con la loro neofondata sezione femminile nata sulle ceneri dell'FCR 2001 Duisburg. La prima stagione nel campionato tedesco si rivela ostica e non riesce ad evitare la retrocessione in 2. Bundesliga, affrontando dalla cadetteria la stagione 2015-2016 ma contribuendo alla promozione nella massima serie tedesca alla fine del campionato.
Nell'estate 2017 si è trasferita dall'MSV Duisburg al Turbine Potsdam. Qui rimane per tre stagioni consecutive, maturando una presenza anche nella sua formazione riserve (Turbine Potsdam II) che disputa la 2. Frauen-Bundesliga, e dove ottiene i migliori risultati sportivi in Germania, il 3º posto nel campionato 2018-2019 e la semifinale di DFB-Pokal der Frauen 2017-2018.
Conclusi i vincoli contrattuali, durante la sessione estiva di calciomercato 2020 decide di far ritorno in patria, sottoscrivendo un accordo con la sua vecchia squadra dello Zurigo.

### Nazionale
Grazie alle qualità espresse, Kiwic viene ben presto selezionata per rappresentare la Svizzera nelle sue nazionali femminili giovanili, vestendo le maglie dall'Under-17, con la quale debutta in una competizione ufficiale UEFA nelle qualificazioni all'edizione 2008 del campionato europeo di categoria, all'Under-19, con cui conquista un posto per il Mondiale Under-20 2012.
Dal 2012 viene regolarmente convocata con la nazionale maggiore.

## Palmarès

### Club
- Campionato svizzero: 7

FFC Zürich Seebach: 2007-2008
Zurigo: 2008-2009, 2009-2010, 2011-2012, 2012-2013, 2013-2014, 2021-2022
- Campionato tedesco di seconda divisione: 1

MSV Duisburg: 2015-2016
- Coppa Svizzera: 2

Zurigo: 2011-2012, 2012-2013

### Nazionale
- Cyprus Cup: 1

2017